# ان‌جی‌سی ۶۹۴
ان‌جی‌سی ۶۹۴ کهکشان مارپیچی است که تقریباً ۱۳۶ میلیون سال نوری از زمین فاصله دارد و در صورت فلکی برج بره قرار گرفته‌است. این کهکشان توسط ستاره‌شناس آلمانی، هاینریش لویی داره در ۲ دسامبر سال ۱۸۶۱ در کپنهاگ کشف شد.

## کهکشان‌های نزدیک
ان‌جی‌سی ۶۹۴ عضوی از یک گروه کهکشان کوچک است که به گروه ان‌جی‌سی ۶۹۱ معروف است و سایر اعضای اصلی آن ان‌جی‌سی ۶۸۰، ان‌جی‌سی ۶۹۱ و ان‌جی‌سی ۶۹۷ هستند. آی‌سی ۱۶۷ ۵٫۵ قوس در جنوب جنوب شرقی واقع شده‌است.

## تصاویر

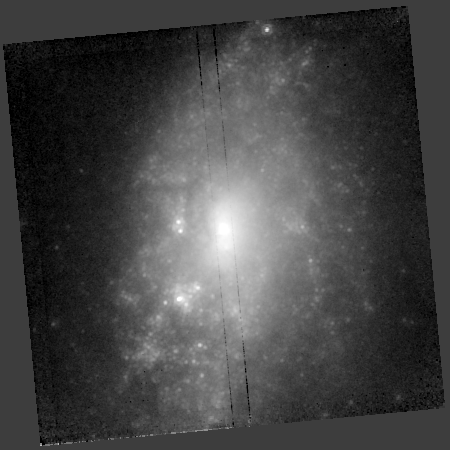
ان‌جی‌سی ۶۹۴ ( NASA / ESA HST )